# Gaggan
Gaggan 是由厨师 Gaggan Anand 在泰国曼谷经营的餐厅。 在2015年，它被《餐厅》杂志命名为世界50最佳餐厅的亚洲最佳餐厅，在全球排名第10。

## 描述
餐厅自2010年开始在泰国曼谷经营，经营者为从2007年住在曼谷的印度厨师 Gaggan Anand。 他力求改善印度料理，在泰国做出同样的 精致餐厅 一级的其他样式的美食，如 法国 或 日 。 餐厅位于19世纪的联排别墅。  由于2010年泰国的政治抗议 的发生致使餐厅无法访问一段时间。室内装潢的颜色方案是白色和米色以及 霓虹灯 紫灯和各种各样颜色的分散垫子。 餐厅用餐区共两层楼，其保持在一系列的封闭的小房间。

### 价格
在开Gaggan之前，Anand曾在西班牙三星级 米其林 分子烹饪 餐厅 elBulli 工作。 厨师在Gaggan的菜单中加入了类似的品类，包括一个名为“羡慕不已”和一个为“美容和野兽”的菜品，其中土豆塞满无花果的绿色胡椒烤鸡肉串混杂着香菜泡沫。还有更新的技术，例如 吸烟 和球化与这两个烟熏的威士忌一侧提供有 羊排 和spherified酸奶有两个出现在菜单中。
Anand每隔两个月更新餐馆的菜单，并需要定期研究旅行，回到印度参观其他的餐馆。这影响了其中包括一个 白巧克力 的品类充满了辣椒， 小茴香，香菜和 薄荷，用食用银叶装饰。 Papri通常是一个 街头食品， 从印度北部，被解释为鸡蛋大小的酸奶混合 芒果 粉、 生姜 ，然后提供用 罗望子 酱和草药泡沫。

## 前台
在2015和2016年，Gaggan被 餐厅 杂志在2015和2016年命名为泰国最佳餐厅，亚洲最佳餐厅、亚洲50最佳餐馆之一、 世界50个最佳餐馆，并且仍然是唯一在前50名的印度餐厅。於2017年獲得A.A. Taste Awards其中Special Jury Award的肯定。 
Anand和他的餐厅曾在 Netflix 的纪录片中提到。

## 在2020年关闭
Anand将在2020年关闭Gaggan，在日本福冈开始新的合资企业。